# Mota de Altarejos
Mota de Altarejos település Spanyolországban, Cuenca tartományban. Mota de Altarejos Altarejos községgel határos. Lakosainak száma 27 fő (2024).

## Népesség
A település népessége az utóbbi években az alábbiak szerint változott:
| Lakosok száma | 62   | 56   | 55   | 46   | 42   | 35   | 35   | 34   | 32   | 27   |
|               | 2001 | 2004 | 2006 | 2009 | 2011 | 2014 | 2016 | 2019 | 2021 | 2024 |